# Лащенко Артем Сергійович
Арте́м Сергі́йович Лащенко — старший солдат Збройних сил України, учасник російсько-української війни.

## Життєпис
Народився 1987 року в місті Черненко (Красноярський край, РРФСР). Згодом родина переїхала до України.
23 березня 2014 року на фронт пішов не вагаючись. Разом з братом-близнюком Максимом — військовослужбовці 1-ї батареї 1-го самохідно-артилерійського дивізіону 25-ї Дніпропетровської повітряно-десантної бригади, військова частина А1126 (Гвардійське).
5 серпня 2014 року близько 4-ї години ранку при виконанні бойового завдання поблизу Орлово-Іванівки підрозділ бригади потрапив у засідку терористів, внаслідок обстрілів з танків Віктор Мельников загинув. Тоді ж загинули від прямого влучення снаряда в бойову машину 2С9 «Нона» (бортовий номер «915») старший лейтенвнт Руднєв Андрій Володимирович, старший солдат Мельников Віктор Валерійович, молодщий сержант Русєв Сергій В'ячеславович, старший солдат Міщенко Максим Юрійович, солдат Морозюк В'ячеслав Юрійович та старший солдат Лащенко Максим Сергійович.
Похований у Роздорах.

## Нагороди та вшанування
- 14 серпня 2014 року — за особисту мужність і героїзм, виявлені у захисті державного суверенітету та територіальної цілісності України, вірність військовій присязі під час російсько-української війни відзначений — нагороджений орденом «За мужність» III ступеня (посмертно).
- його портрет розміщений на меморіалі «Стіна пам'яті полеглих за Україну» в Києві: секція 2, ряд 4, місце 27.
- Вшановується в меморіальному комплексі «Зала пам'яті», в щоденному ранковому церемоніалі 5 серпня[2][3]